# Телма и Луиз
„Телма и Луиз“ (на английски: Thelma & Louise) е американски филм (приключенска криминална драма) от 1991 година на режисьора Ридли Скот, по сценарий на Кали Коури, в главните роли участват Джина Дейвис (Телма) и Сюзън Сарандън (Луиз), две приятелки, които тръгват на пътуване с непредвидени последици. Във филма още участват Харви Кайтел, Майкъл Мадсън и Брад Пит в една от първите му големи роли в киното.
За работата си по филма Кали Коури получава Оскар за най-добър оригинален сценарий.

## В България
Един от първите му дублажи е извършен от видеоразпространителя Брайт Айдиас през 90-те години с превод на Владимир Войновски.
На 26 януари 2017 г. KinoNova излъчва филма с български дублаж за телевизията в превод на Ирина Ценкова.